# كالاماغروستيس إيبيغيوس
كالاماغروستيس إيبيغيوس، من الأسماء الشائعة له: قصب الخشب الصغير أو حشيشة الأدغال، وهو نوع من الأعشاب في الفصيلة النجيلية موطن الفصيلة الأصلي أوراسيا وأفريقيا. توجد حشيشة الأدغال في المناطق ذات الرطوبة المتوسطة حتى المستنقعات المالحة والموائل الرطبة.

## الوصف
أوراق حشيشة الأدغال خضراء متوسطة اللون ومعمرة مع جذمور طويل. سيقان النبات منتصبة ويبلغ طولها 60-200 سم (24-79 بوصة) بينما يبلغ طول الأوراق 70 سم (28 بوصة) وعرضها 3-14 ملم (0.12-0.55 بوصة) (وفي بعض الحالات حتى 20 ملم أو 0.8 بوصة). يبلغ طول اللسين 4-12 ملم (0.16-0.47 بوصة) وهو حاد وممزق. يحتوي النوع أيضًا على نورة عنقودية منتصبة يبلغ طولها 15-30 سم (5.9-11.8 بوصة) وهي أيضًا مستطيلة الشكل وشبه رمحية. يبلغ طول السنابل 4.5-7 ملم (0.18-0.28 بوصة) بينما يمتد المحور إلى الأمام. القنابات خشنة ورمحية بينما يكون اللمة نصف طولها. يبلغ طول السفا 1-2.5 ملم (0.04-0.10 بوصة) وتقع بالقرب من منتصف اللمة.
حجم الأزهار كبير وهي ذا لون بني كثيف. تشكل الأزهار بتجمعها أشواكًا كثيفة وضيقة يبلغ طولها 25–35 سم (10–14 بوصة).

## أماكن توزعها
تنتشر كالاماغروستيس إيبيغيوس على نطاق واسع في أوراسيا المعتدلة، وابتداءًا من فرنسا وبريطانيا العظمى حتى اليابان. عثر على صنف مميز منها في جنوب وشرق أفريقيا.

## زراعتها
عادة ما يتم زرع نبات كالاماغروستيس إيبيغيوس كعشب للزينة في الحدائق.

## روابط خارجية
- وسائط متعلقة بـ Calamagrostis epigejos في كومنز.
- Bluestem.ca: Calamagrostis epigejos
- [https://gobotany.nativeplanttrust.org/species/calamagrostis/epigejos/